# NSU Konsul

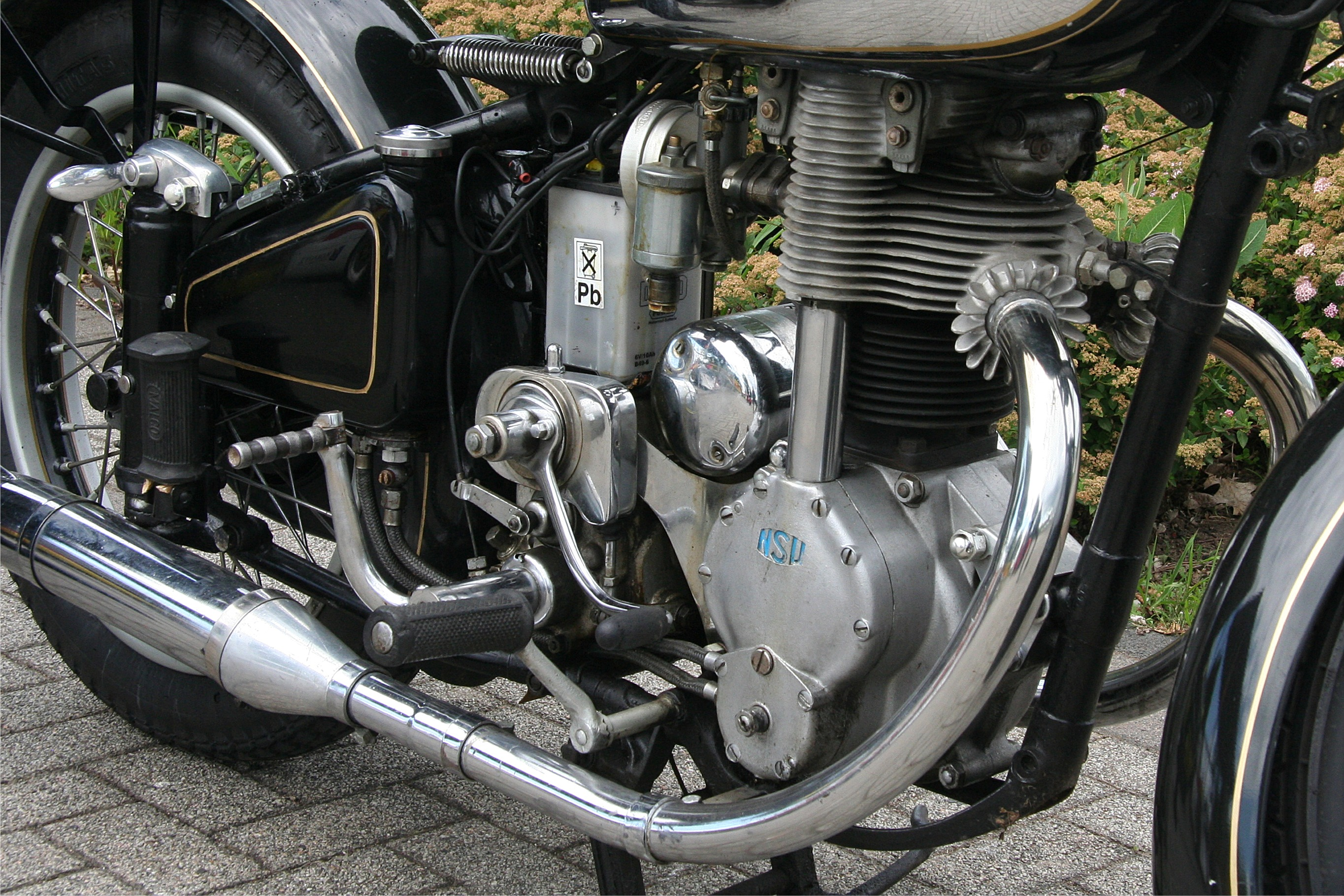
Motor und Getriebe der Konsul;
links über dem Kickstarter der Ölbehälter der Trockensumpfschmierung

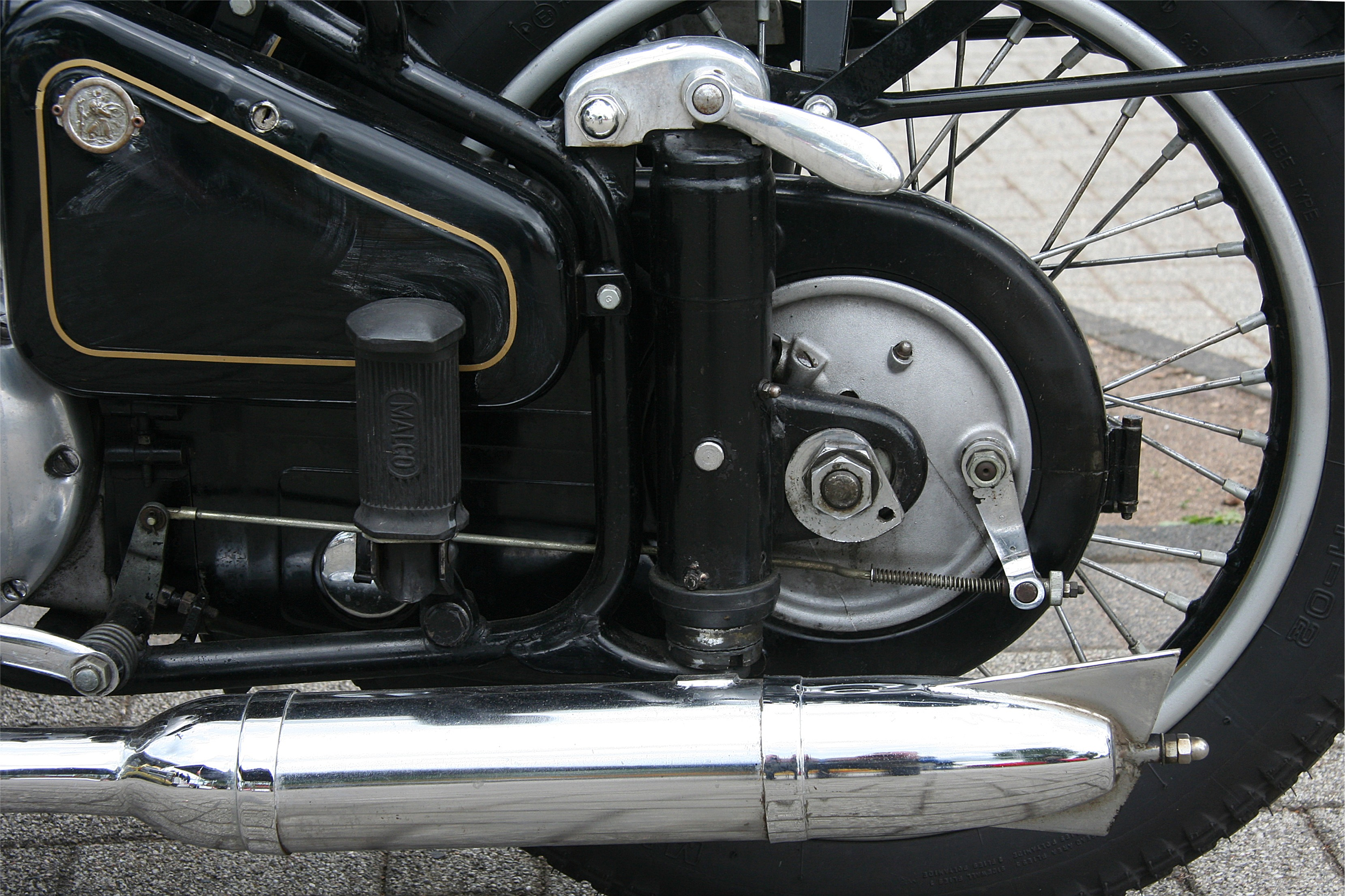
Hinterradaufhängung mit verstellbarer Teleskopfederung

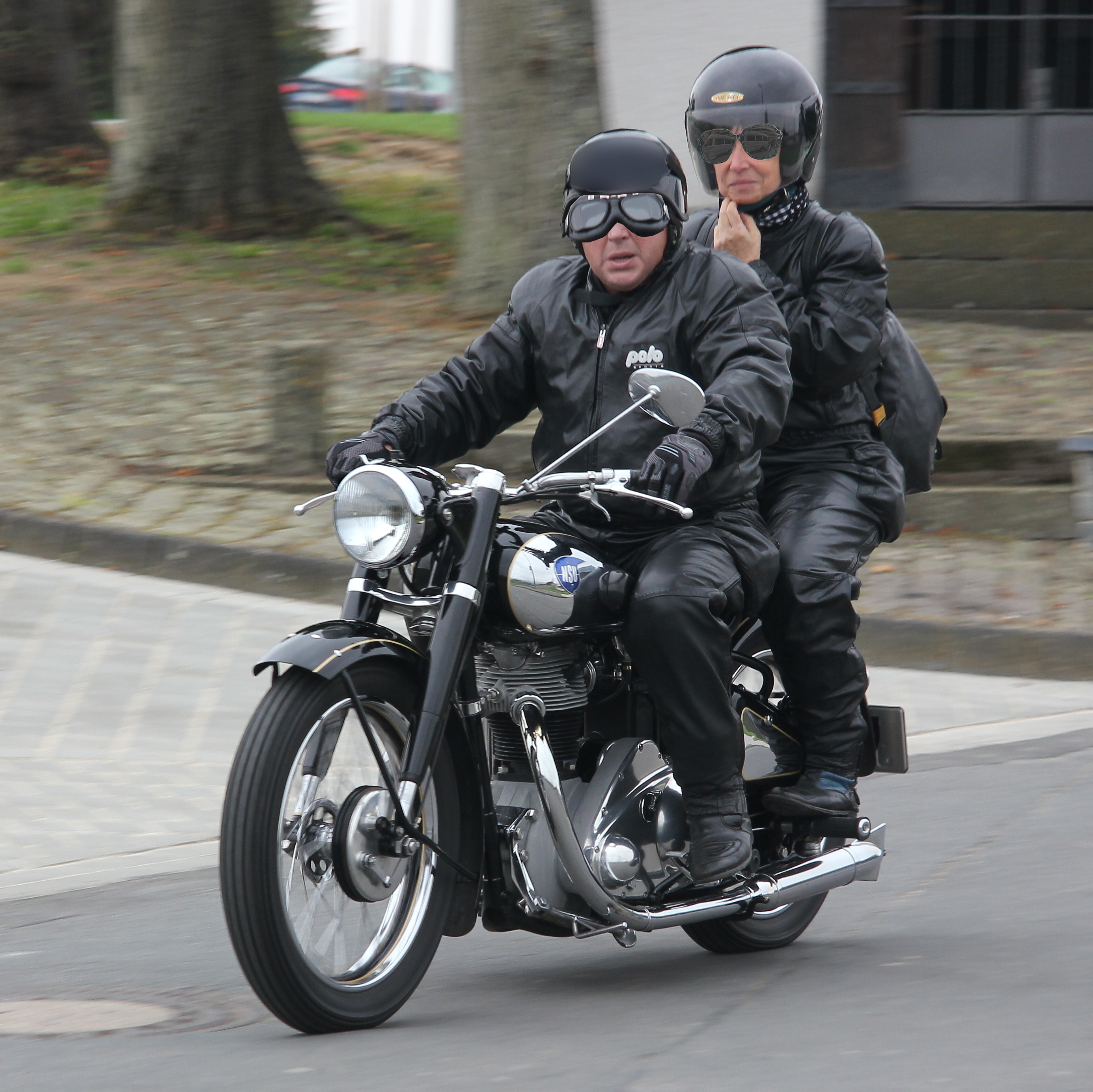
NSU Konsul in Fahrt

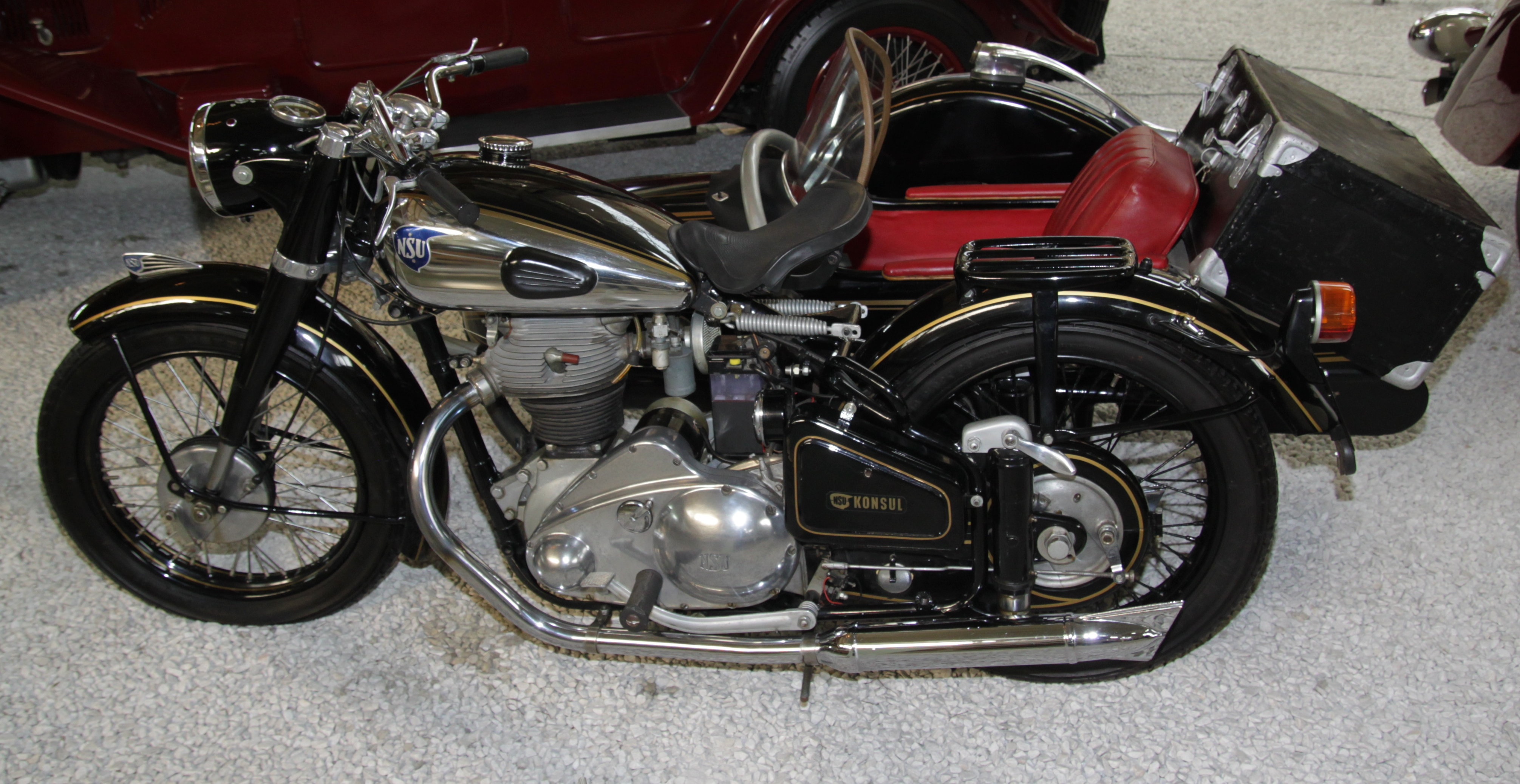
NSU Konsul Motorrad 351 OS-T mit Seitenwagen Steib S350

Die NSU Konsul (351 OS-T und 501 OS-T) ist ein Motorrad, das die NSU Werke, Neckarsulm, in den Versionen I und II  mit 349-cm³- oder 498-cm³-Motor zu Beginn der 1950er-Jahre bauten. Es war das letzte NSU-Modell in diesen Hubraumklassen. 14.213 Stück wurden insgesamt hergestellt.

## Motor und Kraftübertragung
Der Einzylinder-Viertaktmotor der Konsul entspricht weitgehend den Motoren der Vorkriegsmodelle 351 OSL bzw. 501 OSL. Er hat schräg gegenüber hängende Ventile in einem Leichtmetallzylinderkopf, die von zwei untenliegenden Nockenwellen über Schlepphebel, Stoßstangen und Kipphebel betätigt werden. Die Stoßstangen bewegen sich ähnlich wie bei der Horex Regina in einem gemeinsamen Schutzrohr, was den Eindruck eines Motors mit Königswelle und obenliegender Nockenwelle erweckt. Die Konsul hat einen Doppelportauspuff, das heißt, der Auslass gabelt sich im Zylinderkopf und mündet in zwei Auspuffrohre und ‑töpfe. Rechts neben dem Hinterrad ist der Öltank der Trockensumpfschmierung angebracht, der äußerlich dem Werkzeugbehälter auf der gegenüberliegenden Seite entspricht. Die Konsul hat eine Noris-Lichtmaschine, die über eine Kette angetrieben wird. Anders als bei den Vorkriegsmodellen der OSL-Baureihe wird der Zündzeitpunkt drehzahlabhängig automatisch durch Fliehkraft und nicht manuell verstellt.
Motor und Vierganggetriebe sind in klassischer Bauweise getrennt hintereinander angeordnet und durch einen großen Kettenkasten aus Aluminium verbunden. Der Kettenkasten kapselt die Duplex-Primärkette und die Kupplung. Geschaltet wird wie früher bei englischen Motorrädern üblich mit dem rechten Fuß und mit dem ersten Gang oben. Zum Hochschalten in die weiteren Gänge wird der Schalthebel nach unten getreten. Für Solo- oder Seitenwagenbetrieb waren unterschiedliche Übersetzungen lieferbar. Eine voll gekapselte Einfachrollenkette auf der linken Seite überträgt die Kraft an das Hinterrad.

## Rahmen und Fahrwerk
Die NSU Konsul hat einen geschlossenen Brückenrohrrahmen, Teleskopgabel mit hydraulischer Dämpfung und eine ebenfalls hydraulisch gedämpfte Teleskop-Geradewegfederung am Hinterrad. Eine Besonderheit der Hinterradfederung war damals die „Vorspannung“, mit der sie sich wahlweise dem Betrieb nur mit Fahrer oder mit Sozius anpassen lässt. Der Sattel ist ein Schwingsattel mit Zugfedern.
Das Motorrad ist weitestgehend schwarz emailliert und mit Zierlinien versehen; die Seitenteile des Tanks, Auspuffrohre und Schalldämpfer sowie der Lenker sind verchromt.

## Technische Daten
|                        | 351 OS-T                                                  | 501 OS-T                                                  |
| ---------------------- | --------------------------------------------------------- | --------------------------------------------------------- |
| Verkaufsbezeichnung    | Konsul I                                                  | Konsul II                                                 |
| Baujahre               | 1951–1953                                                 | 1951–1954                                                 |
| Motor                  | fahrtwindgekühlter Einzylinder-Viertaktmotor, Kickstarter | fahrtwindgekühlter Einzylinder-Viertaktmotor, Kickstarter |
| Ventilsteuerung        | OHV-Ventilsteuerung (hängende Ventile)                    | OHV-Ventilsteuerung (hängende Ventile)                    |
| Bohrung × Hub          | 75 mm × 79 mm                                             | 80 mm × 99 mm                                             |
| Hubraum                | 349 cm³                                                   | 498 cm³                                                   |
| Verdichtungsverhältnis | 6,3 : 1                                                   | 6,3 : 1                                                   |
| Leistung               | 18 PS (13,2 kW) bei 5500/min                              | 22 PS (16,2 kW) bei 5000/min                              |
| Vergaser               | Bing 2/26/13                                              | Bing 2/27/1                                               |
| Schmierung             | Trockensumpf mit Zahnradpumpe                             | Trockensumpf mit Zahnradpumpe                             |
| Getriebe               | 4-Gang-Getriebe (getrennt eingebaut) mit Fußschaltung     | 4-Gang-Getriebe (getrennt eingebaut) mit Fußschaltung     |
| Endantrieb             | Rollenkette                                               | Rollenkette                                               |
| Rahmen                 | geschlossener Brückenrahmen                               | geschlossener Brückenrahmen                               |
| Radstand               | 1414 mm                                                   | 1414 mm                                                   |
| Radaufhängung vorn     | Teleskopgabel, hydraulische Dämpfung                      | Teleskopgabel, hydraulische Dämpfung                      |
| Radaufhängung hinten   | Geradweghinterradfederung, hydraulische Dämpfung          | Geradweghinterradfederung, hydraulische Dämpfung          |
| Reifen                 | 3.50–19 (mit Seitenwagen hinten 4.00–19)                  | 3.50–19 (mit Seitenwagen hinten 4.00–19)                  |
| Bremsen                | Innenbackenbremsen, Ø 180 mm                              | Innenbackenbremsen, Ø 180 mm                              |
| Leergewicht            | 190 kg                                                    | 195 kg                                                    |
| Tankinhalt             | 14,5 Liter                                                | 14,5 Liter                                                |
| Höchstgeschwindigkeit  | ca. 110 km/h                                              | ca. 125 km/h                                              |
| Preis                  | 2290,00 DM                                                | 2450,00 DM                                                |
| Stückzahl              | 8247                                                      | 5966                                                      |

Anmerkung: Die technischen Daten variieren je nach Quelle geringfügig.

## NSU Konsul für Sporteinsätze
Für Einsätze im Motorsport lieferte NSU eine leistungsgesteigerte Ausführung der Konsul II. Der Motor hatte nur einen Auspuffkanal (sogenanntes Einportsystem), offen liegende Haarnadelventilfedern, größere Ventile, eine geänderte Nockenwelle und einen größeren Vergaser. Die Leistung betrug 33 PS (24,3 kW).